# Romance de mi destino
Romance de mi destino es un poema del escritor ecuatoriano Abel Romeo Castillo, escrito en 1935 durante su estancia en Santiago de Chile. El tema principal del poema es la nostalgia ante la ausencia de los seres queridos y de la tierra de origen. Fue publicado por primera vez en 1938 como parte del libro de romances de Castillo titulado Nuevo descubrimiento de Guayaquil.
El poema fue musicalizado con ritmo de pasillo por el compositor Gonzalo Vera Santos, quien compuso la música en abril de 1940 cuando habitaba en el centro de Guayaquil, y quien días más tarde presentó esta versión a Castillo a dúo con Carlos Rubira Infante. La canción se popularizó entre los soldados ecuatorianos que combatieron en 1941 en la Guerra peruano-ecuatoriana. Entre los artistas que han interpretado el pasillo se cuenta a Julio Jaramillo, Juan Fernando Velasco, Carlos Rubira Infante, el trío Los Embajadores y Paco Miller. La canción es considerada uno de los pasillos más populares de Ecuador.